# Rachel Ticotin
Rachel Ticotin (New York, 1º novembre 1958) è un'attrice statunitense.

## Biografia
Rachel Ticotin nasce nel Bronx, borough di New York, il 1º novembre del 1958, terza dei sei figli di Abe Ticotin, un venditore d'auto usate russo di origine ebraica, e di Iris Torres, un'educatrice portoricana. Debutta nel 1978 nel film Il re degli zingari, ma ottiene popolarità nel 1981 con il film Bronx 41º distretto di polizia, in cui recita al fianco di Paul Newman, e grazie al quale ottiene un ruolo fisso nella serie televisiva della NBC Love and Honor (1983).
Fra gli altri ruoli importanti interpretati dalla Ticotin si possono ricordare quelli in Prognosi riservata (1987), Atto di forza (1990), Un giorno di ordinaria follia (1993), Don Juan De Marco - Maestro d'amore (1995) e Con Air (1997), grazie al quale l'attrice ha ricevuto un Alma Award. Nel corso della sua carriera la Ticotin ha recitato in oltre 40 produzioni, ed ha avuto un ruolo nella seconda stagione della popolare serie TV Lost.

## Vita privata
La Ticotin è stata sposata dal 1983 al 1989 con l'attore David Caruso, dal quale ha avuto una figlia, Greta, nata nel 1984. Nel 1998 ha sposato l'attore Peter Strauss.
Nel 2019, a sessantuno anni, si laurea in letteratura inglese alla Columbia University, divenendo la prima della sua famiglia a laurearsi.

## Filmografia parziale

### Cinema
- Il re degli zingari (King of the Gypsies), regia di Frank Pierson (1978)
- Bronx 41º distretto di polizia (Fort Apache the Bronx), regia di Daniel Petrie (1981)
- Prognosi riservata (Critical Condition), regia di Michael Apted (1987)
- Atto di forza (Total Recall), regia di Paul Verhoeven (1990)
- La giustizia di un uomo (One Good Cop), regia di Heywood Gould (1991)
- F/X 2 - Replay di un omicidio (F/X2), regia di Richard Franklin (1991)
- I dannati di Hollywood (Where the Day Takes You), regia di Marc Rocco (1991)
- Un giorno di ordinaria follia (Falling Down), regia di Joel Schumacher (1993)
- Don Juan De Marco - Maestro d'amore (Don Juan De Marco), regia di Jeremy Leven (1995)
- Il gemello scomodo (Steal Big Steal Little), regia di Andrew Davis (1995)
- Turbulence - La paura è nell'aria (Turbulence), regia di Robert Butler (1997)
- Con Air, regia di Simon West (1997)
- Tutto può succedere - Something's Gotta Give (Something's Gotta Give), regia di Nancy Meyers (2003)
- Man on Fire - Il fuoco della vendetta (Man on Fire), regia di Tony Scott (2004)
- 4 amiche e un paio di jeans (The Sisterhood of the Traveling Pants), regia di Ken Kwapis (2005)
- The Eye, regia di David Moreau e Xavier Palud (2008)
- 4 amiche e un paio di jeans 2 (The Sisterhood of the Traveling Pants 2), regia di Sanaa Hamri (2008)
- The Burning Plain - Il confine della solitudine (The Burning Plain), regia di Guillermo Arriaga (2008)

### Televisione
- Aftershock - Terremoto a New York (Aftershock: Earthquake in New York), regia di Mikael Salomon - film TV (1999)
- Lost - serie TV, episodi 2x08-2x20 (2005-2006)
- Law & Order: LA - serie TV, 21 episodi (2010-2011)
- Unforgettable - serie TV, un episodio (2012)
- Grey's Anatomy - serie TV, 3 episodi (2018)
- NCIS - Unità anticrimine (NCIS) – serie TV, episodio 20x11 (2023)

## Doppiatrici italiane
Nelle versioni in italiano delle opere in cui ha recitato, Rachel Ticotin è stata doppiata da:
- Cinzia De Carolis in Il gemello scomodo, Con Air, Man on Fire - Il fuoco della vendetta, Blue Bloods
- Emanuela Rossi in Atto di forza
- Antonella Rinaldi in Un giorno di ordinaria follia
- Marina Thovez ne Il guardiano di Red Rock
- Patrizia Salmoiraghi in Tutto può succedere - Something's Gotta Give
- Melina Martello in Grey's Anatomy
- Alessandra Cassioli in NCIS - Unità anticrimine